# MYこれ! Lite CoCo
『MYこれ! Lite CoCo』は、CoCoの8枚目のベスト・アルバム。リマスタリング音源のベスト盤。2010年4月21日にポニーキャニオンから発売された。

## 収録曲
1. EQUALロマンス [4:30]
作詞：及川眠子／作曲：山口美央子／編曲：中村哲
2. はんぶん不思議 [3:51] 
作詞：及川眠子／作曲：岩田雅之／編曲：有賀啓雄
3. 夏の友達 [3:33]
作詞：和泉ゆかり／作曲：山口美央子／編曲：亀田誠治
4. 思い出がいっぱい [3:54]
作詞：及川眠子／作曲：岩田雅之／編曲：有賀啓雄
5. ささやかな誘惑 [4:29]
作詞：及川眠子／作曲：都志見隆／編曲：中村哲
6. Newsな未来 [4:00]
作詞：及川眠子／作曲・編曲：羽田一郎
7. 無敵のOnly You [3:27]
作詞：及川眠子／作曲：羽田一郎／編曲：有賀啓雄
8. 夢だけ見てる [4:44]
作詞：森本抄夜子／作曲：朝倉紀幸／編曲：十川知司
9. 夏空のDreamer [4:03]
作詞：森本抄夜子／作曲：朝倉紀幸／編曲：亀田誠治
10. ちいさな一歩で [4:10]
作詞：森本抄夜子／作曲：朝倉紀幸／編曲：澤近泰輔
11. 恋のジャンクション [4:04]
作詞：及川眠子／作曲：川上明彦／編曲：亀田誠治
12. You're my treasure〜遠い約束 [4:44]
作詞：森本抄夜子／作曲：羽田一郎／編曲：亀田誠治